# Naharija
Naharija (hebräisch נַהֲרִיָּה Naharijjah [naha'rija], arabisch نهاريا, DMG Nahārīyā; Alternativschreibweisen Nahariya, Nahariyya, Naharia) ist eine Stadt am Mittelmeer nördlich von Haifa im Nordbezirk Israels mit 56.881 Einwohnern (Stand 2018).

## Geographie

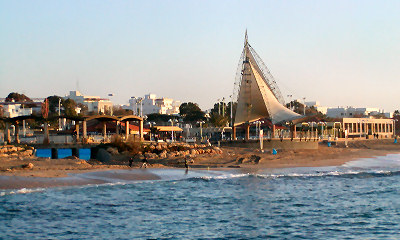
Strand in Naharija, links unter der Brücke mündet der Nachal Gaʿeton ins Mittelmeer

Die Innenstadt liegt am Fluss Gaʿeton, der in der Stadt kanalisiert ist und von einer Allee gesäumt wird. Von touristischem Interesse sind in der Umgebung vor allem die nahe gelegenen Kreidefelsen von Rosch haNikra an der libanesischen Grenze und die Stadt Akkon 13 Kilometer südlich.

## Geschichte
Unweit von Naharija, auf dem Gelände des Kibbuz Evron, wurden im Evron-Steinbruch Belege für die Besiedelung der Region durch Homo erectus vor rund 780.000 Jahren entdeckt.

### Mandatszeit
Im Altertum bestand an dem Ort zwar schon einmal ein phönizischer Hafen, die heutige Stadt wurde aber erst 1934 von jüdischen Einwanderern aus Deutschland gegründet und war zunächst eine landwirtschaftliche Siedlung privat wirtschaftender Bauern (Moschawa). Im Jahr 1934 konnten jüdische Siedler Land aus arabischem Besitz zu kaufen, ein Gebiet von 2,4 km² nördlich von Akkon, nahe der Mündung des Nachal Mafeshoh, dessen Name später in Nachal Gaʿeton (hebräisch נַחַל גַּעְתּוֹן) geändert wurde. Der geforderte Preis betrug 34.000 obligatorische Pfund. Eigentümer des Grundstücks war die in Beirut lebende Familie Tuini. Zu den Käufern und Gründern gehörten der Investor Joseph Loewy (1885–1949), der Agronom Selig Eugen Soskin (1873–1959) und Frau Paulina Wengerover-Zelkind, der Bankier Heinrich Cohn (1895–1976) und der Ingenieur Simon Reich (1883–1941). Zunächst ließen sich etwa 100 Familien, die zwischen 1933 und 1939 vor den anwachsenden Diskriminierungen und Verfolgungen in Nazi-Deutschland geflohen waren, in Naharija nieder. Es kamen viele Handwerker aus Mitteleuropa und Arbeiter aus Osteuropa dazu, sodass die Siedlung bis zum Kriegsbeginn 1939 etwa 1.000 Einwohner zählte. Die Landwirtschaft reichte als Ernährungsgrundlage damit nicht mehr aus. Schon früh begannen einzelne Siedler, kleine Hotels einzurichten, um Erholungssuchende aufnehmen zu können. Aus kleinen Betrieben wurden im Lauf der Zeit Großunternehmen der Lebensmittelindustrie wie etwa die Molkerei Strauss oder die Fleischerei Soglowek. Der Handwerksbetrieb von Stef Wertheimer aus Kippenheim entwickelte sich zu Israels größtem Industrieunternehmen. Weltbekannt wurde auch „Naharija-Glas“ von Andreas Meyer (1921–2016)  aus Rheda in Westfalen.
Naharija war in den ersten Jahrzehnten seines Bestehens ein Zentrum deutschsprachiger Kultur in Israel. Die Bedeutung von deutschsprachigen Autorinnen und Autoren wie Erich Bloch (1897–1994) aus Konstanz, Jenny Cramer (1887–1975) aus Stuttgart oder Fritz Wolf (1908–2006) aus Heilbronn wurde jedoch erst in jüngster Zeit gewürdigt, nachdem alles Deutsche in Israel lange Zeit verpönt gewesen war. Das von Yisrael Shiloni (Hans Herbert Hammerstein, * 1901 in Berlin – † 1996) in Naharija gegründete Museum des Deutschsprachigen Judentums wird heute im nahe gelegenen Industriepark Tefen weitergeführt.

### Nach der Staatsgründung
Lange Zeit war der Ort die einzige jüdische Siedlung in der Küstenebene nördlich von Akko und lag isoliert. Deswegen war Naharija 1948 während des israelischen Unabhängigkeitskrieges von der Außenwelt abgeschnitten und konnte nur mit Booten über das Meer versorgt werden.
Am 22. April 1979 wurde Naharija Ziel eines Anschlags der Palästinensischen Befreiungsfront, dessen Anführer Samir Kuntar war. Bei dem Anschlag kamen ein Familienvater und dessen beiden Töchter im Alter von zwei und vier Jahren ums Leben. Im Verlauf des Überfalls töteten die Terroristen auch zwei Polizisten. Am nächsten Tag soll Abu Abbas von Beirut aus erklärt haben, der Überfall in Naharija sei ausgeführt worden, um gegen die Unterzeichnung des ägyptisch-israelischen Friedensvertrages zu protestieren, der nach dem von US-Präsident Jimmy Carter vermittelten Gipfeltreffen zwischen Anwar as-Sadat und Menachem Begin in Camp David im März 1979 zustande gekommen war.

### Im 21. Jahrhundert
Ein palästinensischer Selbstmordattentäter tötete am 9. September 2001 am Bahnhof drei Israelis und verletzte mindestens 46 zum Teil schwer.
Während des Libanonkrieges 2006 wurde Naharija von der Hisbollah mit 808 Raketen beschossen. Im Januar 2009 wurde Naharija während des Gazakrieges erneut mit einigen Raketen beschossen. Die Hisbollah bestritt eine Verwicklung, militante autonome Palästinensergruppierungen im Libanon sollen verantwortlich gewesen sein.
Als ausgewiesener Naharija-Experte gilt der deutsche Historiker Klaus Kreppel, auf dessen Veröffentlichungen im Literaturverzeichnis hingewiesen wird.

## Infrastruktur

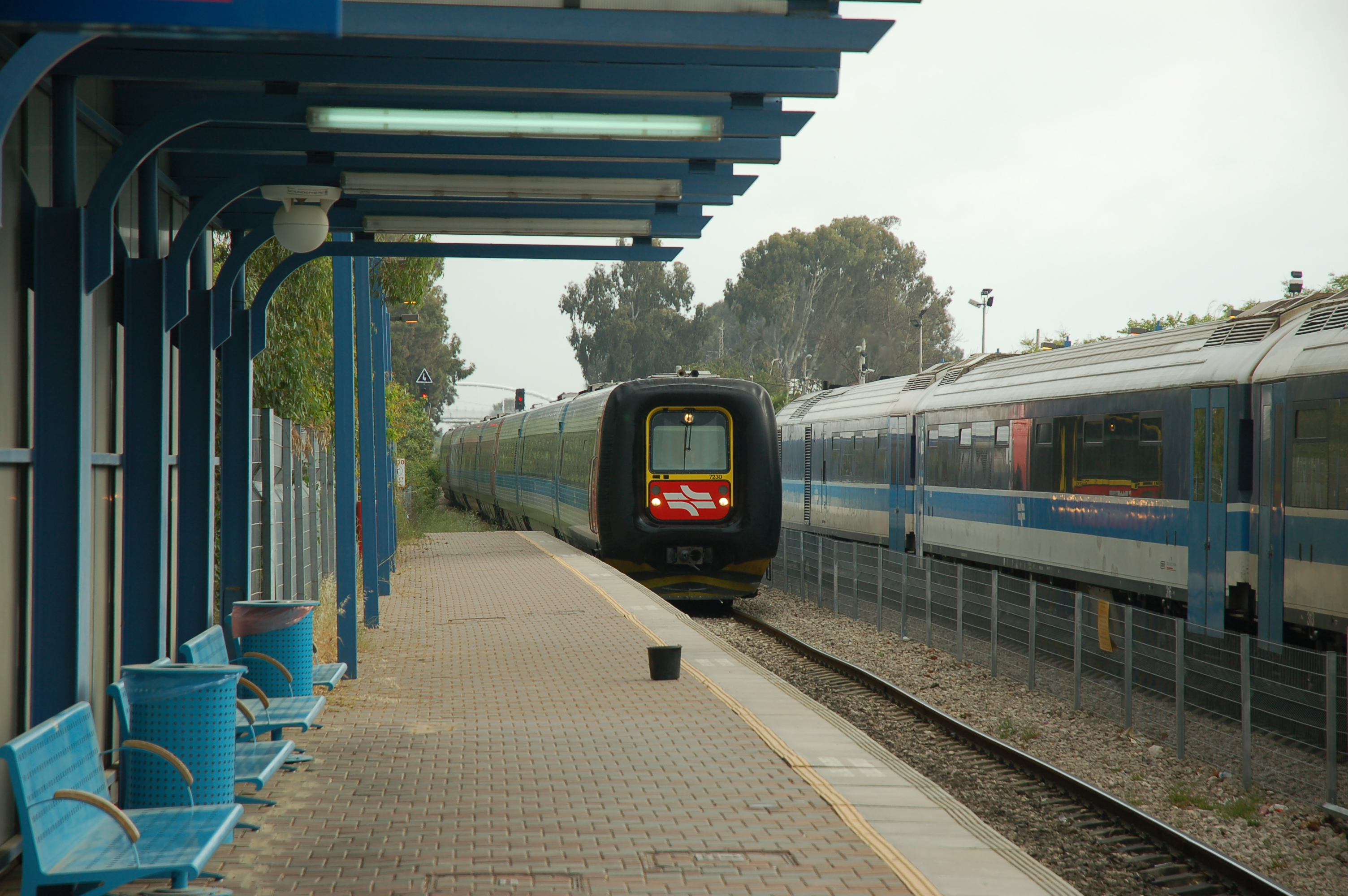
Bahnhof Naharija (2008)

Der Bahnhof Naharija ist der nördliche Endpunkt der zentralen israelischen Magistrale des Personenverkehrs, der Bahnstrecke Naharija–Be’er Sheva. Im Straßenverkehr liegt Naharija an der Haupt-Nationalstraße , einer Nord-Süd-Verbindung von Erez nach Rosch haNikra an der Grenze zum Libanon sowie an der Nationalstraße , einer Ost-West-Verbindung nach Elifelet.

## Sport
Der Basketballverein Ironi Naharija wurde 2003 israelischer Vizemeister und nahm an der FIBA Europe League 2003/04 teil.

## Partnerschaften
Städtepartnerschaften
- Liberec, Tschechien
- Alzey, Rheinland-Pfalz
- Darmstadt, Hessen
- Paderborn, Nordrhein-Westfalen
- Bezirk Tempelhof-Schöneberg, Berlin, Deutschland, seit 1970
- Bielefeld, Deutschland, seit 1980
- Issy-les-Moulineaux, Frankreich
- Miami Beach, USA
- Delray Beach, Florida, USA
- Kecskemét, Bács-Kiskun, Ungarn

Städtefreundschaft
- Offenbach am Main, Deutschland, seit 1978[10]

Schulpartnerschaften
- Welfen-Gymnasium und  Gymnasium Weingarten mit der Amal Comprehensive School Nahariya seit 1991
- Gymnasium Heepen in Bielefeld mit der Amal-Schule in Naharija, seit 1988

## Persönlichkeiten
- Gai Assulin (* 1991), Fußballspieler
- Dan Hoffman (* 1999), Eishockeyspieler
- Denis Kozev (* 1998), Eishockeyspieler
- Gilad Schalit (* 1986), Soldat
- Yael Shelbia (* 2001), Model
- Ofra Strauss (* 1960), Unternehmerin der Strauss Group Ltd.
- Wiktor Zyhankow (* 1997), ukrainischer Fußballspieler